# Lothar von Lyncker (General, 1809)
Lothar Jakob Ernst Joseph Freiherr von Lyncker (* 20. Februar 1809 in Falkenberg; † 23. August 1864 in Berlin) war ein preußischer Generalmajor.

## Leben

### Herkunft
Lothar entstammte dem Adelsgeschlecht von Lyncker. Er war der Sohn von Karl Ernst Ludwig von Lyncker (1782–1846), Major in der Gendarmerie, und dessen Ehefrau Emilie Juliane Ulrike, geborene von Holtzendorff (* 1788). Sie war eine Tochter des Generalleutnants Jakob Friedrich von Holtzendorff. Sein jüngerer Bruder Heinrich (1810–1883) schlug ebenfalls eine Militärkarriere in der Preußischen Armee ein und brachte es bis zum Generalmajor.

### Militärkarriere
Lyncker besuchte zunächst die Kadettenhäuser in Potsdam und Berlin. Am 28. Juli 1827 wurde er als Sekondeleutnant der Garde-Artillerie-Brigade der Preußischen Armee überwiesen. Zur weiteren Ausbildung war Lyncker 1827/29 an die Vereinigte Artillerie- und Ingenieurschule kommandiert. Von 1834 bis 1840 fungierte er als Adjutant der I. Abteilung und avancierte bis Anfang Mai 1844 zum Hauptmann. Damit verbunden war eine Verwendung als Chef der 3. reitenden Kompanie. Am 1. Januar 1853 folgte seine Ernennung zum Vorstand des Artilleriedepots in Berlin. In dieser Eigenschaft Mitte Juni 1853 zum Major befördert, kehrte Lyncker am 27. Juni 1854 mit der Ernennung zum Abteilungskommandeur in das Garde-Artillerie-Regiment zurück. Am 11. März 1858 wurde er nach Posen versetzt und zum Kommandeur des 5. Artillerie-Regiments ernannt. In dieser Stellung am 22. Mai 1858 zum Oberstleutnant befördert, wurde Lyncker am 3. Oktober 1859 mit dem Roten Adlerorden III. Klasse mit Schleife ausgezeichnet. Nachdem man ihn am 1. Juli 1860 zum Oberst befördert hatte, erhielt Lyncker am 2. Juni 1863 das Kommando über die Garde-Artillerie-Brigade. Zeitgleich fungierte er ab Februar 1864 auch als Mitglied der Prüfungskommission für Premierleutnants der Artillerie. Lyncker wurde am 25. Juni 1864 zum Generalmajor befördert und sollte die neugebildete Garde-Artillerie-Brigade übernehmen. Er verstarb jedoch vor der Kommandoübernahme und wurde am 26. August 1864 auf dem Invalidenfriedhof in Berlin beigesetzt.
Er war Ehrenritter des Johanniterordens.

### Familie
Lyncker hatte sich am 15. April 1838 in Berlin mit der Kaufmannstochter Ages Maria Arnous (1818–1843) verheiratet. Nach ihrem Tod ehelichte er am 15. Januar 1848 in Berlin Caroline von Bischoffswerder (1822–1905). Sie war die Tochter des preußischen Generalleutnants Ferdinand von Bischoffwerder (1795–1858). Aus den Ehen gingen die Töchter Anna (* 1839) und Hedwig (* 1851) hervor.